# The Blind Trail
The Blind Trail è un film del 1926 diretto da Leo D. Maloney.